# Powiat włoszczowski
Powiat włoszczowski – powiat w Polsce (województwo świętokrzyskie), utworzony w 1999 roku w ramach reformy administracyjnej. Jego siedzibą jest miasto Włoszczowa.
W skład powiatu wchodzą:
- gminy miejsko-wiejskie: Włoszczowa
- gminy wiejskie: Kluczewsko, Krasocin, Moskorzew, Radków, Secemin
- miasta: Włoszczowa

Powiat włoszczowski graniczy z trzema powiatami województwa świętokrzyskiego: koneckim, kieleckim i jędrzejowskim, z dwoma powiatami województwa śląskiego: zawierciańskim i częstochowskim oraz z jednym powiatem województwa łódzkiego: radomszczańskim.
Według danych z 31 grudnia 2019 roku powiat zamieszkiwało 45 059 osób. Natomiast według danych z 30 czerwca 2020 roku powiat zamieszkiwały 44 933 osoby.

## Gminy
Liczba ludności i powierzchnia gmin wg stanu na październik 2018
| Gmina                     | Ludność         | Powierzchnia           |
| ------------------------- | --------------- | ---------------------- |
| Włoszczowa (w tym miasto) | 19 658 (10 096) | 254,61 km² (30,30 km²) |
| Krasocin                  | 10 752          | 192,79 km²             |
| Kluczewsko                | 5 300           | 136,87 km²             |
| Secemin                   | 4 891           | 162,60 km²             |
| Moskorzew                 | 2 814           | 72,89 km²              |
| Radków                    | 2 487           | 88,10 km²              |
| Razem                     | 45 901          | 907,86 km²             |

## Transport

### Drogowy
Przez obszar powiatu włoszczowskiego przebiega jedna droga krajowa oraz cztery drogi wojewódzkie:
- Droga krajowa nr 78 z Chmielnika do Chałupek przebiega przez gminę Moskorzew
- Droga wojewódzka nr 786 z Częstochowy do Kielc przebiega przez gminy Secemin, Włoszczowa, Krasocin oraz przez miasto Włoszczowa
- Droga wojewódzka nr 742 z Przygłowa k. Piotrkowa Trybunalskiego do Nagłowic przebiega przez gminy Kluczewsko i Włoszczowa oraz przez miasto Włoszczowa
- Droga wojewódzka nr 785 z Ciężkowic do Włoszczowy przebiega przez gminę i miasto Włoszczowa
- Droga wojewódzka nr 795 z Secemina do Szczekocin przebiega przez gminę Secemin

Droga krajowa 78 krzyżuje się poza granicami powiatu z drogą wojewódzką 742 (w Nagłowicach) i drogą wojewódzką 795 (w Szczekocinach).
Drogi wojewódzkie 786, 785 i 742 krzyżują się ze sobą na obszarze miasta Włoszczowa
Drogi wojewódzkie 786 i 795 krzyżują się ze sobą w Seceminie

### Kolejowy
Przez obszar powiatu włoszczowskiego przebiegają następujące linie kolejowe:
- Linia kolejowa nr 4, Grodzisk Mazowiecki–Zawiercie, Centralna Magistrala Kolejowa (CMK)
- Linia kolejowa nr 61, Kielce Główne – Fosowskie

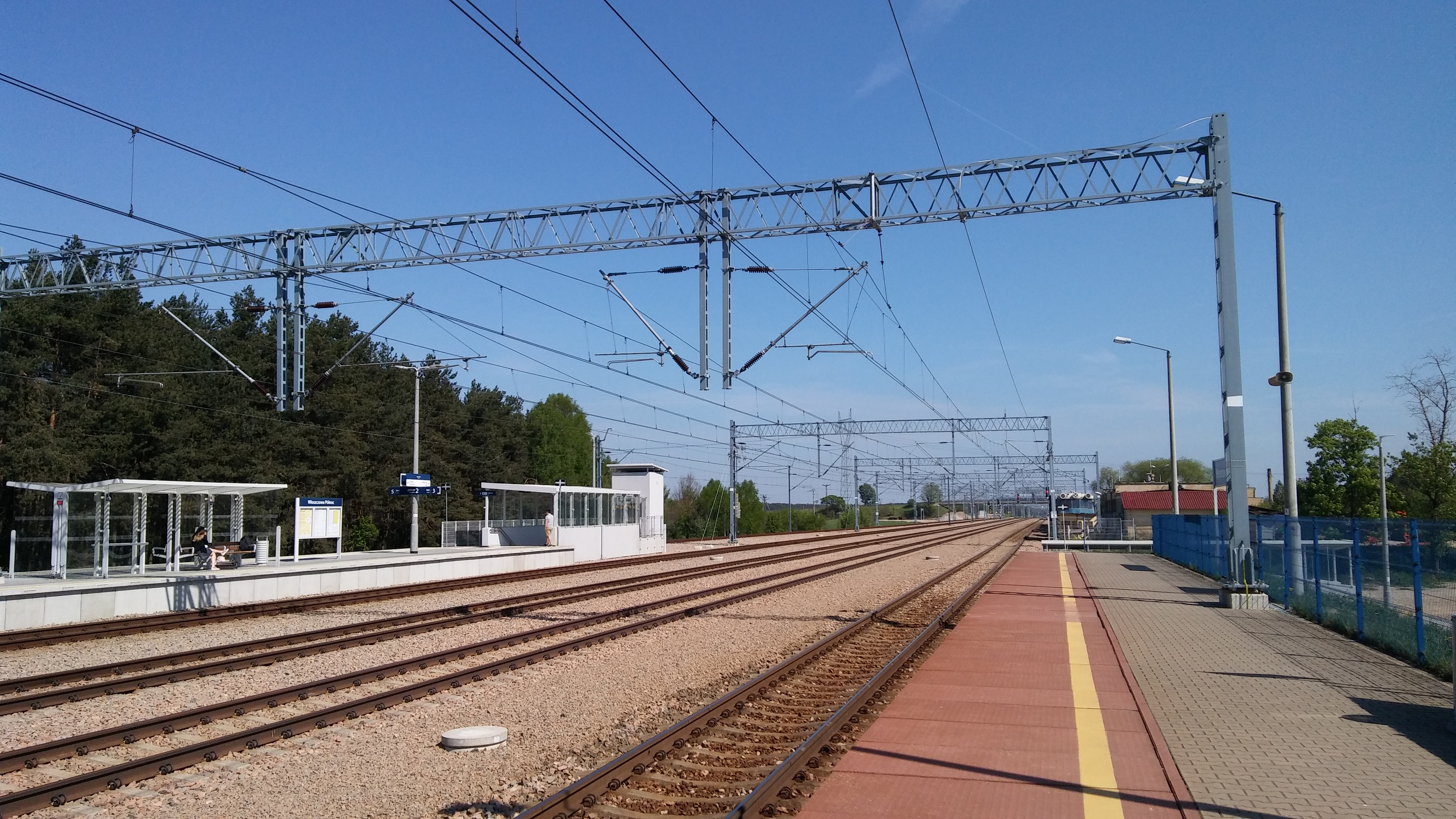
Perony stacji Włoszczowa Północ (2018); linia kolejowa nr 4 (CMK).

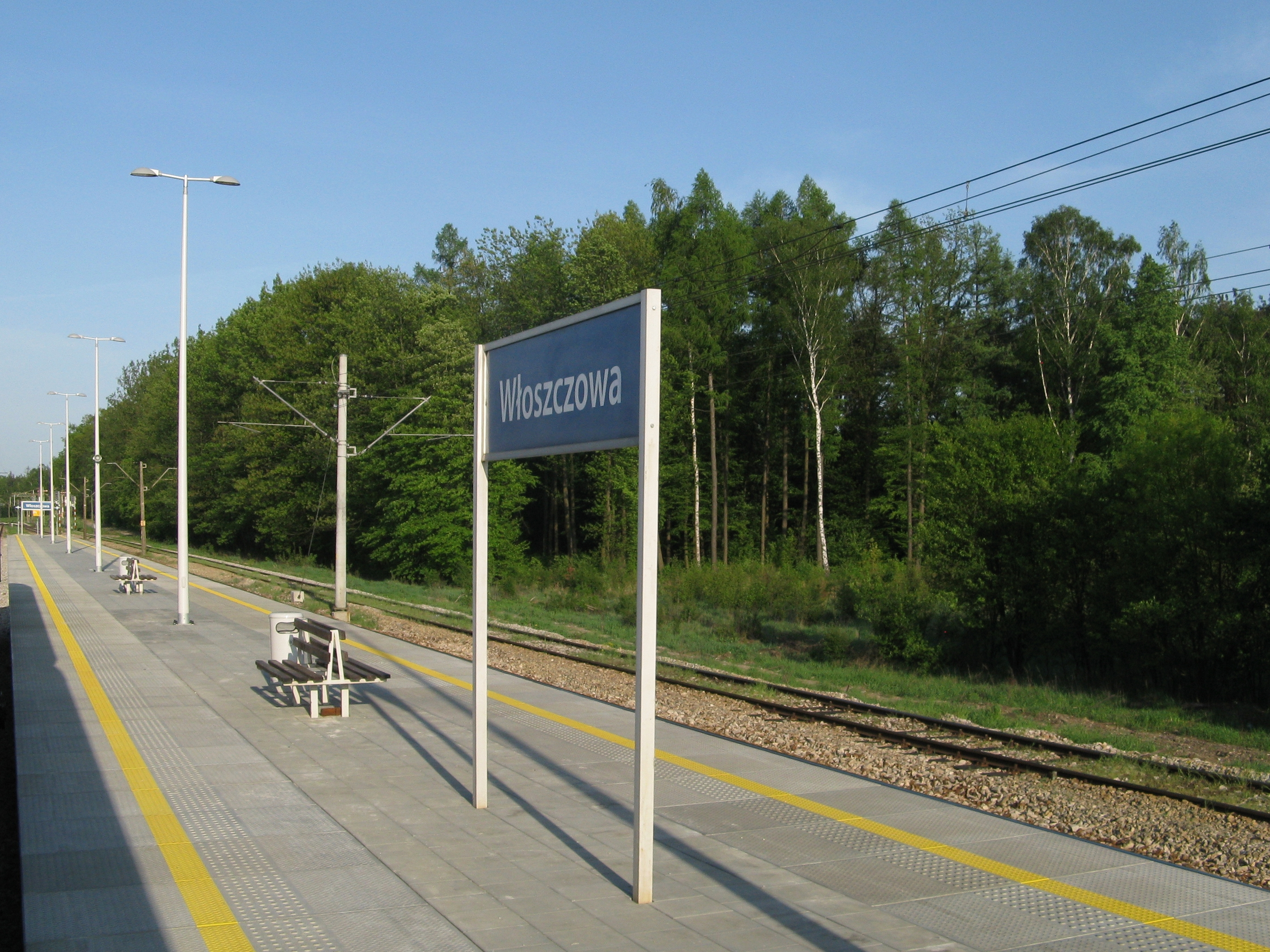
Peron stacji kolejowej Włoszczowa (2018); linia kolejowa nr 61.

Stacje kolejowe:
- Ludynia (LK 61)
- Włoszczowa (LK 61)
- Włoszczowa Północ (LK 4 - CMK)
- Żelisławice (LK 61)

Przystanki kolejowe:
- Bukowa (LK 61)
- Czarnca (LK 61)
- Ludynia Dwór (LK 61)

## Demografia

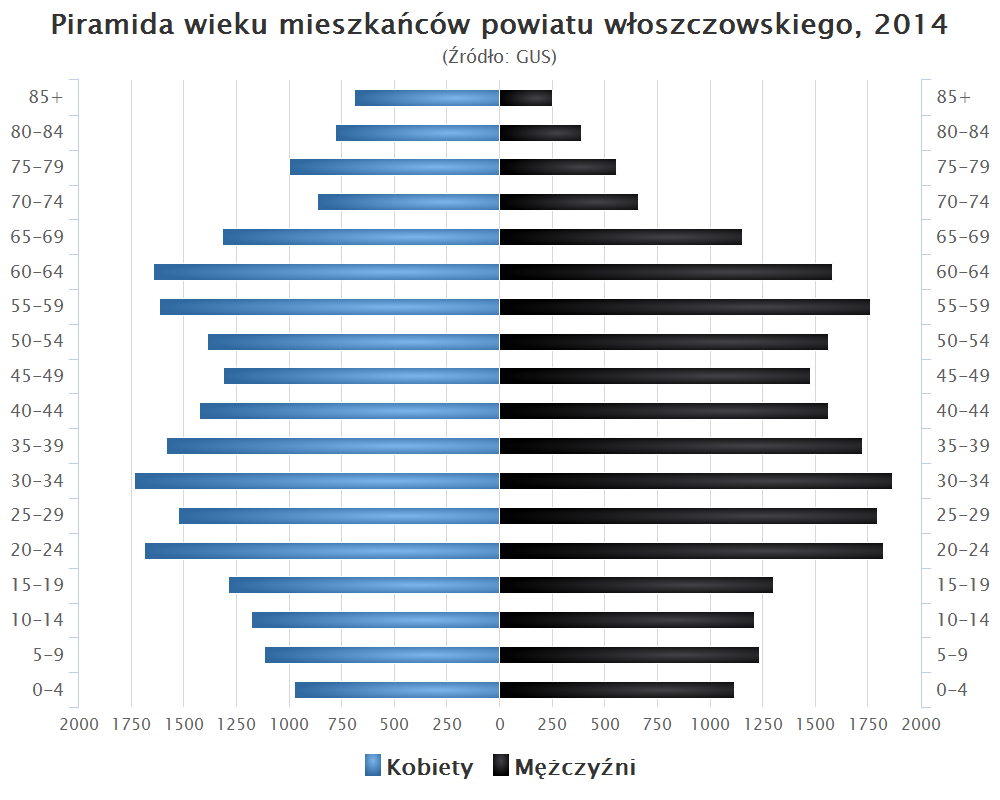
Piramida wieku mieszkańców powiatu włoszczowskiego w 2014 roku

Liczba ludności (dane z 31 grudnia 2010):
|        | Ogółem | Ogółem | Kobiety | Kobiety | Mężczyźni | Mężczyźni |
| osób   | %      | osób   | %       | osób    | %         |           |
| ------ | ------ | ------ | ------- | ------- | --------- | --------- |
| Ogółem | 46 462 | 100    | 23 411  | 50,39   | 23 051    | 49,61     |
| Miasto | 10 657 | 22,94  | 5567    | 11,98   | 5090      | 10,96     |
| Wieś   | 35 805 | 77,06  | 17 844  | 38,41   | 17 961    | 38,66     |

▶Wieś vs ▶miasto
Ogółem (▶k, ▶m)
Miasto (▶k, ▶m)
Wieś (▶k, ▶m)

## Charakterystyka geograficzna

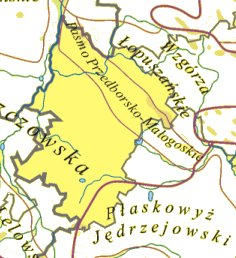
Powiat na mapach regionalizacji fizycznogeograficznej Polski

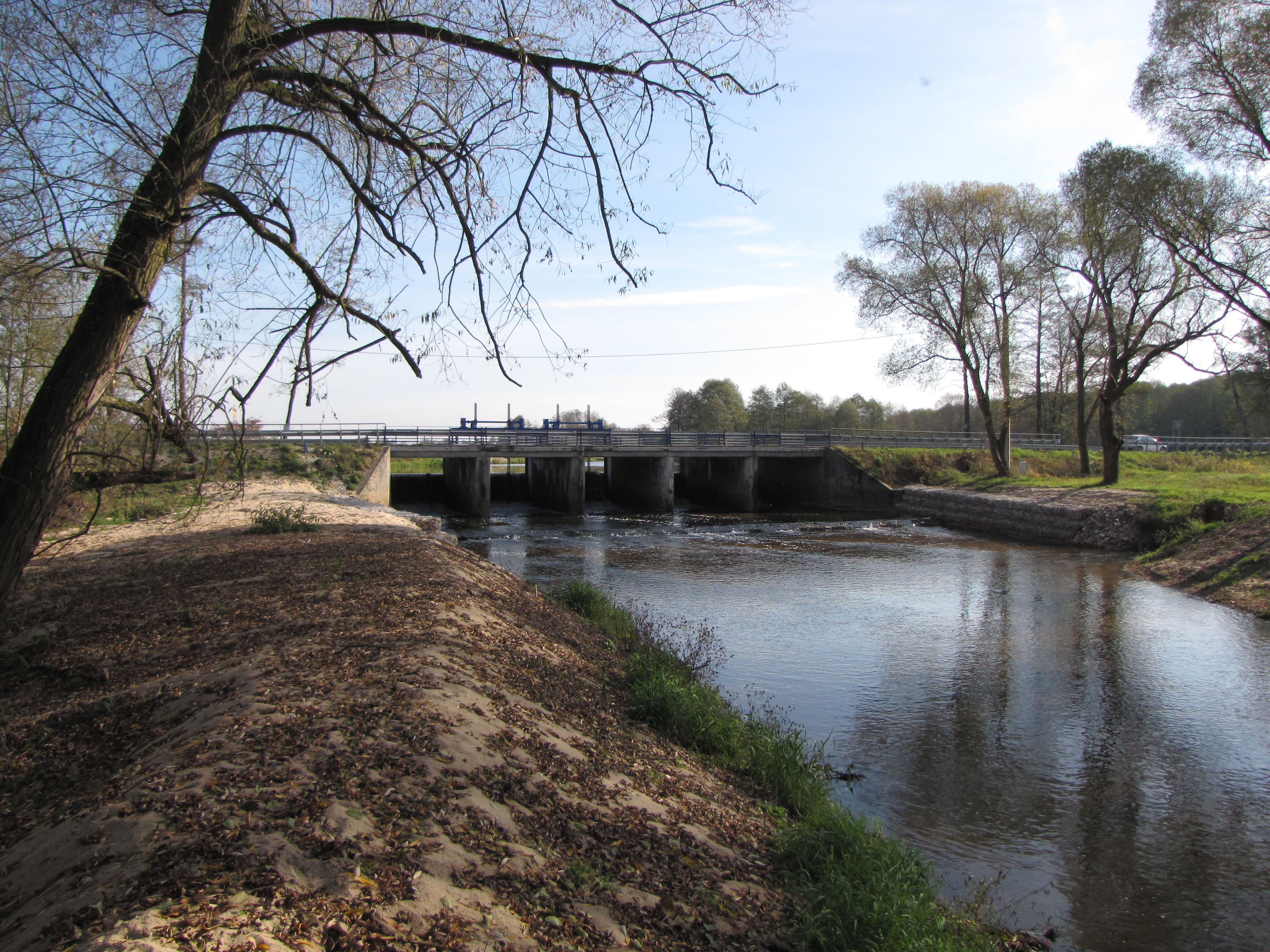
Czarna Włoszczowska w miejscowości Pilczyca

Powiat włoszczowski położony jest, według Jerzego Kondrackiego, w obrębie Megaregionu Pozaalpejska Europa Środkowa, prowincji Wyżyny Polskie, podprowincji Wyżyna Małopolska, makroregionu Wyżyna Przedborska, w obrębie mezoregionów: Niecki Włoszczowskiej (większość powiatu), Płaskowyżu Jędrzejowskiego (południowo-wschodnie części gmin Radków i Moskorzew), Pasma Przedborsko-Małogoskiego (pas ciągnący się przez gminy Kluczewsko i Krasocin) i mezoregionu Wzgórza Łopuszańskie (północno-wschodni kraniec gminy Krasocin). Wśród utworów geologicznych występujących na powierzchni dominują utwory Czwartorzędu w postaci glin morenowych i piasków akumulacji lodowcowej (morena denna). Utwory starsze występują m.in. na terenie Pasma Przedborsko - Małogoskiego (Jura) i w niektórych miejscach Niecki Włoszczowskiej (skały kredowe tworzące urodzajne rędziny). Pod osadami czwartorzędu dominują utwory Mezozoiczne (kampan pod większością Niecki Włoszczowskiej, pod częścią północno-wschodnią powiatu występują utwory okresów mastrycht, kreda niższa od kampanu nierozdzielna, turon i cenoman).

## Flora i fauna
Na terenie Powiatu znajdują się duże obszary leśne, bogate w faunę i florę. Obszary prawnie chronione to m.in.:
- Przedborski Park Krajobrazowy;
- Włoszczowsko-Jędrzejowski Obszar Chronionego Krajobrazu;
- Konecko-Łopuszniański Obszar Chronionego Krajobrazu;

rezerwaty przyrody:
- Rezerwat przyrody Bukowa Góra;
- Rezerwat przyrody Murawy Dobromierskie;
- Rezerwat przyrody Oleszno;
- Rezerwat przyrody Ługi

oraz pomniki przyrody i użytki ekologiczne:
- Park Arboretum w Czarncy;
- zbiornik Klekot;

## Historia
Lata 1867-1939
Powiat został stworzony przez władzę rosyjską w 1867 roku jako fragment guberni kieleckiej. W jego skład weszły ówczesne gminy: Chrząstów, Irządze, Kluczewsko, Krasocin, Kurzelów, Lelów, Moskorzew, Oleszno, Radków, Rokitno, Secemin, Słupia (jędrzejowska), Szczekociny, Włoszczowa. W 1923 roku do powiatu dołączono Gminę Dobromierz.
Lata 1939-1945
W okresie drugiej wojny światowej powiat włoszczowski formalnie zlikwidowano, a jego teren włączono do powiatu jędrzejowskiego w dystrykcie radomskim Generalnego Gubernatorstwa.
W połowie 1944 roku, sowieckie władze okupacyjne, przy pomocy miejscowych działaczy socjalistycznych, na nowo organizowały struktury i organy administracyjne powiatu włoszczowskiego. Proces ten trwał do marca 1945 roku.
Obszar powiatu zasadniczo nie zmieniał się do roku 1975, obejmował teren obecnego powiatu oraz gminy: Koniecpol, Szczekociny, Lelów i Irządze. Po likwidacji w ramach reformy z 1975 roku został on ponownie odtworzony w obecnym kształcie w roku 1999.
Naczelnicy Powiatu Włoszczowskiego (1867-1914)
1. Nikołaj Nikołajewicz Wasilisin /1867-1868/
2. Karl Bernard Karlowicz von Derfelden /1868-1872/
3. Fiodor Jemilianowicz Bujanowskij /1872-1873/
4. Iwan Samojłowicz Swiedierus /1873-1879/
5. Lew Fiodorowicz Gorbaczewicz /1879-1883/
6. Awskienij Jakowlewicz Aleszko /I-XII 1884/
7. Oskar Silwester Lubrecht Reinheldowicz von Bock /1884-1894/
8. Nikołaj Aleksandrowicz Wwiedienskij /1894-1900/
9. Antonin Michajłowicz Kazarinow /1904-1905/
10. Nikołaj Władimirowicz Wołkow /1905-1906/
11. Nikanor Kliemientijewicz Sawicz /1906-1909/
12. Anton Nikołajewicz Sziłow /1909-1914/
13. Ignatij Aleksandrowicz Piewcow /1914-1915/

Komendanci Obwodu (Powiatu) Włoszczowskiego (1915-1918)
1. płk. Emil von Eltz /1915-1916/
2. płk. Roman Żaba /XI-XII 1916/
3. płk. Alojzy von Göttl /1916-1918/

Komisarze Cywilni (starostowie) Obwodu Włoszczowskiego (1915-1918)
1. Nowicki /1915/
2. Artur Łaszowski /1915-1916/
3. Roman Żurowski /1916-1917/
4. Konstanty Starosolski /1917-1918/

Przewodniczący Sejmiku Powiatu i Wydziału Powiatowego oraz Komisarze rządowi na Powiat Włoszczowski (1918-1919)
1. Ignacy Kamocki /IX-XI 1918/
2. Zygmunt Glinka /XI-XII 1918/
3. Jan Ledwoch /XII 1918-I 1919/

Starostowie Włoszczowscy (1919-1939)
1. Włodzimierz Wyszkowski /1919-1920/
2. Stanisław Wasiak /1920-1922/
3. Stanisław Krzewski /1922-1923/
4. Mieczysław Małaczyński /1924-1926/
5. Konstanty Kossobudzki /1926-1928/
6. Zygmunt Kotłubaj /1928-1929/
7. Eugeniusz Rychłowski /1929-1934/
8. Jakub Kurcz, pełniący obowiązki /IX-X 1934/
9. Włodzimierz Wyszkowski /1934-1937/
10. Jan Żenczykowski, pełniący obowiązki /XI 1937/
11. Roman Kędzierski /1937-1939/
12. Seweryn Weiss /VIII-IX 1939/

Starostowie w latach 1945-1949
1. Aleksander Chachaj /I-VII 1945/
2. Stanisław Tłustochowicz /1945-1946/
3. Aleksander Chachaj /1946-1949/
4. Stanisław Chmurzyński /1949-?/

Przewodniczący Prezydium Powiatowej Rady Narodowej w latach 1946-1974
1. Stanisław Kowalik /1945-1948/
2. Walerian Kwas /1948-1950/
3. Edward Felis /1950-1953/
4. Zdzisław Pietras /1953-1956/
5. Jan Mikołajczyk /1956-1957/
6. Edward Felis /1957-1961/
7. Marian Stochmal /1961-1969/
8. Wojciech Szymanowski /1969-1972/
9. Stanisław Marzec /1974-1975/

Naczelnik Powiatu w latach 1972-1975
1. Aleksander Palmowski /1972-1975/

Starostowie Włoszczowscy (1999-obecnie)
1. Wiktor Krotla /1998-2002/
2. Zbigniew Krzysiek /2002-2006/
3. Ryszard Maciejczyk /2006-2010/
4. Zbigniew Matyśkiewicz /2010-2014/
5. Jerzy Suliga /2014-2018/
6. Dariusz Czechowski /2018-obecnie/

## Ważniejsze zabytki

### Dwory, zespoły dworskie i pałace
- dwór drewniano-murowany z II poł. XVIII w. w Ludyni
- dwór obronny Szafrańców we Włoszczowie
- dwór rodziny Niemojewskich w Olesznie
- zespół dworski w Chlewicach
- pałac w Nieznanowicach
- murowany zespół pałacowy w Radkowie
- neogotycki spichlerz dworski w Kluczewsku

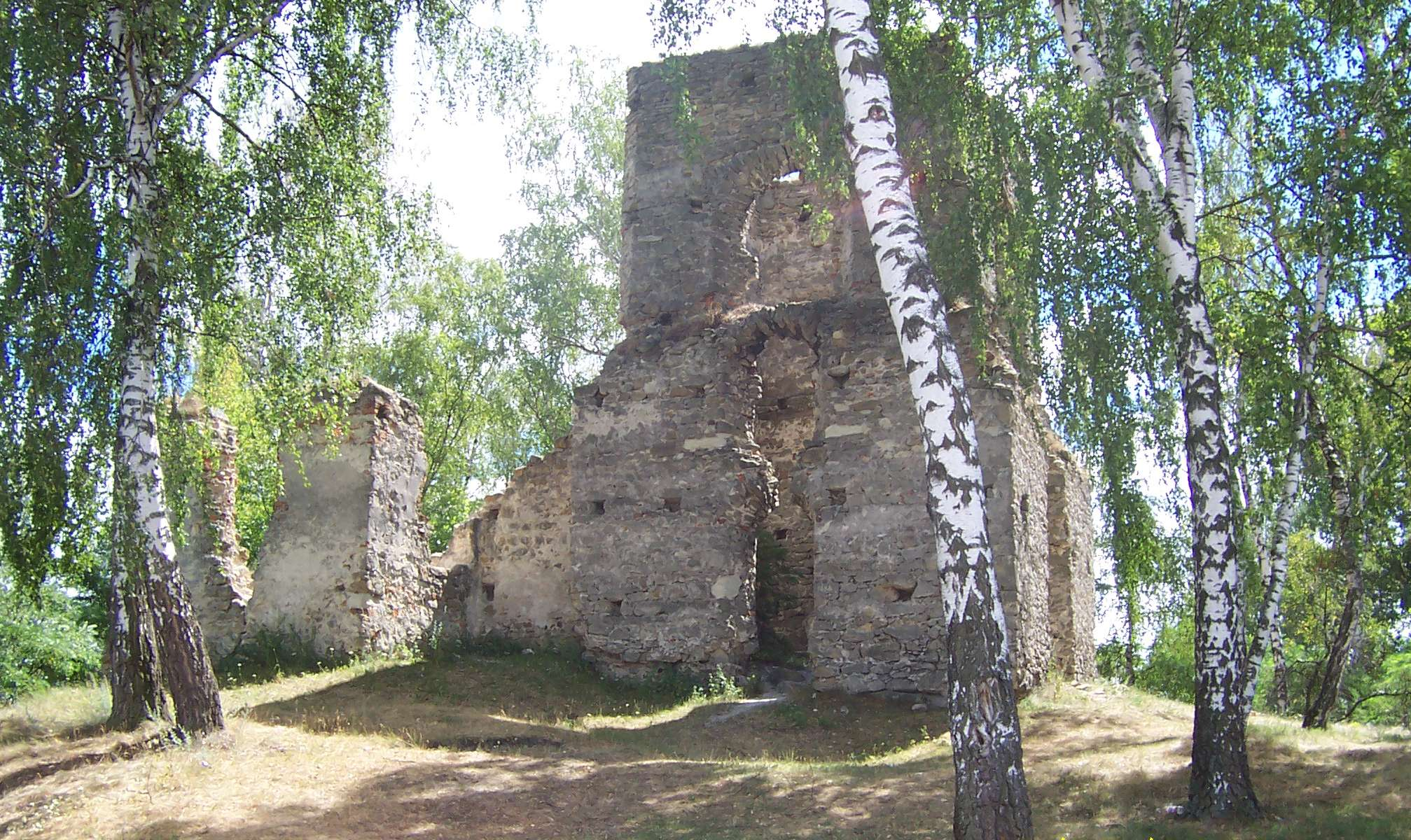
Ruiny zboru kalwińskiego w Łapczynej Woli

### Kościoły
- barokowy kościół pw. Wniebowzięcia Najświętszej Marii Panny we Włoszczowie
- kościół parafialny pw. św. Wawrzyńca w Kluczewsku

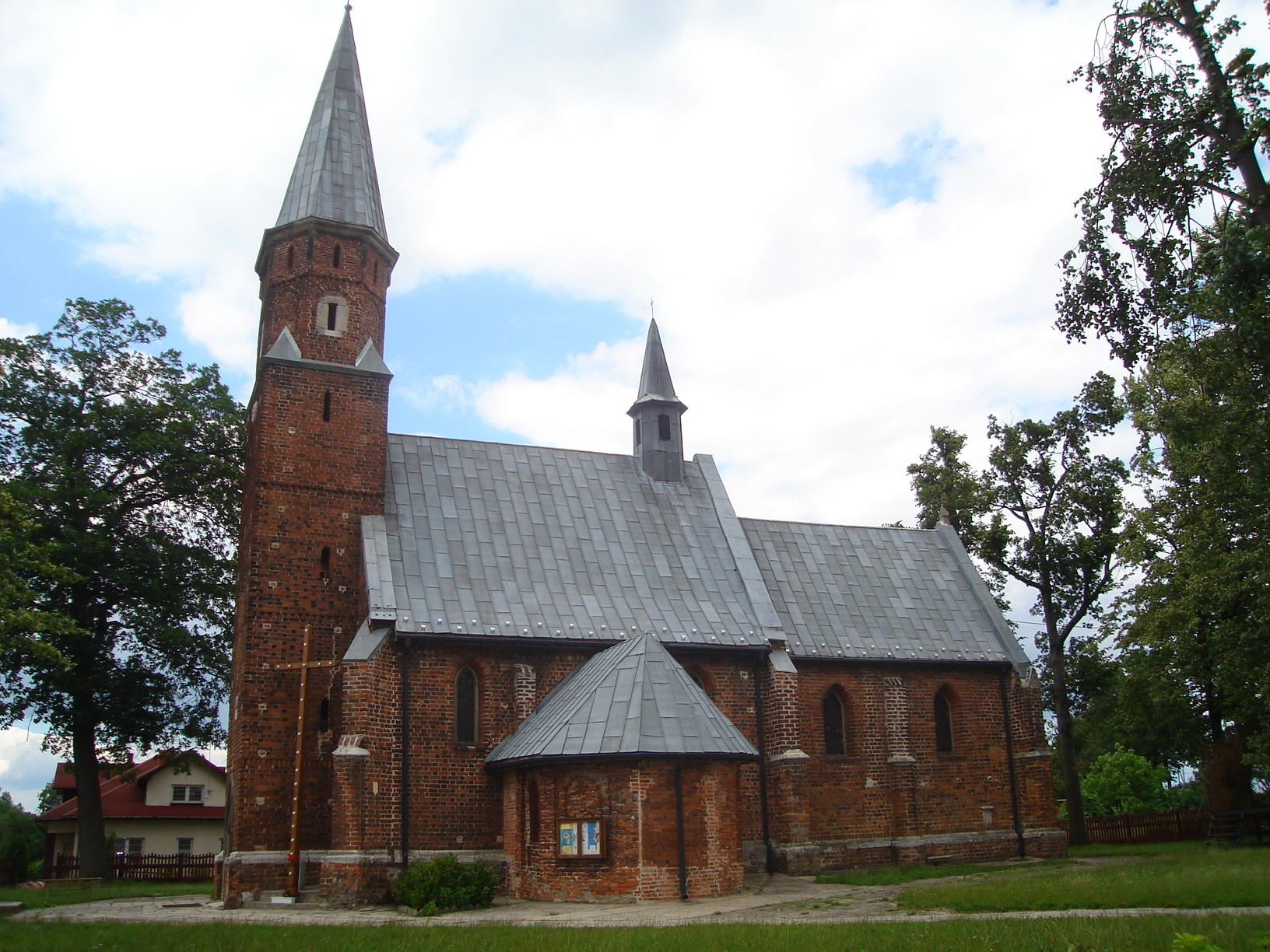
Kościół w Moskorzewie

- kościół św. Jakuba Apostoła w Stanowiskach
- kościół drewniany pw. Narodzenia Najświętszej Maryi Panny w Bebelnie
- kościół Najświętszej Maryi Panny i św. Floriana w Czarncy
- kolegiata Wniebowzięcia Najświętszej Maryi Panny w Kurzelowie
- kościół pw. Nawiedzenia NMP w Koniecznie
- kościół gotycki pod wezwaniem Świętej Katarzyny i Jana Ewangelisty w Seceminie
- kościół parafialny pw. św. Małgorzaty w Moskorzewie
- kościół parafialny pw. św. Doroty i św. Tekli w Krasocinie

### Kaplice
- kaplica na cmentarzu parafialnym we Włoszczowie
- kaplica cmentarna rodziny Czaplickich w Kopruszy
- kaplica św. Anny w Kurzelowie
- kościół w Chlewicach
- wczesnobarokowy kościół pod wezwaniem Wniebowzięcia NMP w Olesznie
- kościół św. Michała w Gruszczynie

### Zabytki techniki i przemysłu
- wiatrak holenderski z początku XX wieku w Krasocinie

### Zbory i ruiny zborów
- Zbór braci polskich w Ludyni (XVI w.)
- Zbór braci polskich w Moskorzewie (tzn. "Murowaniec"; XVI w.)
- Ruiny zboru kalwińskiego w Łapczynej Woli (XVII w.)

## Inne zabytki
- pozostałości średniowiecznej wieży w Bebelnie
- Kopiec św. Jana Nepomucena we Włoszczowie
- Kopiec Kościuszki w Chebdziu koło Moskorzewa